# 거미원숭이아과
거미원숭이아과(Atelinae)는 거미원숭이과(Atelidae)에 속하는 신세계원숭이의 아과로, 다양한 거미원숭이들과 양털거미원숭이를 포함하고 있다. 거미원숭이아과 영장류와 다른 영장류의 구별되는 주요 특징은, 이들이 자신의 몸을 전적으로 지지할 수 있을 정도의 긴 감기꼬리를 가지고 있다는 점이다.
거미원숭이아과는 멕시코 남부에서부터 브라질 중부와 볼리비아에 이르는 아메리카 대륙에 산다. 주행성 동물이자 나무 위에서 사는 동물로, 이들은 감기꼬리를 사용하여 나무 사이를 재빨리 움직이거나 건너뛴다.
거미원숭이아과 동물은 고함원숭이와 사촌 관계에 있고, 신세계원숭이 중에서 가장 크다. 이들은 무리를 지어 함께 사는 잡식성 동물로, 이들의 먹이는 주로 과일과 씨앗, 잎 등으로 구성되어 있다. 또 번식 속도가 느리다는 특징을 지니고 있다. 암컷은 2년에서 4년마다 한 마리의 새끼를 낳는다. 많은 종들이 식용으로 사냥되고 있으며, 마찬가지로 서식지 파괴로 그 수가 줄어들고 있다. 거미원숭이는 이미 절멸 단계에 들어서 있다.

## 하위 속
- 거미원숭이속 (Ateles)
- 양털원숭이속 (Lagothrix)
- 양털거미원숭이속 (Brachyteles)
- 노랑꼬리양털원숭이속 (Oreonax)

## 계통 분류
다음은 광비원류의 계통 분류이다.

|  | 티티원숭이아과 |
|  |                |
|  | 사키원숭이아과 |
|  |                |

|  | 고함원숭이아과 |
|  |                |
|  | 거미원숭이아과 |
|  |                |

|  | 꼬리감는원숭이아과 |
|  |                    |
|  | 다람쥐원숭이아과   |
|  |                    |

|  | 비단원숭이과   |
|  |                |
|  | 올빼미원숭이과 |
|  |                |

|  | 꼬리감는원숭이아과 |
|  |                    |
|  | 다람쥐원숭이아과   |
|  |                    |

|  | 비단원숭이과   |
|  |                |
|  | 올빼미원숭이과 |
|  |                |

|  | 고함원숭이아과 |
|  |                |
|  | 거미원숭이아과 |
|  |                |

|  | 꼬리감는원숭이아과 |
|  |                    |
|  | 다람쥐원숭이아과   |
|  |                    |

|  | 비단원숭이과   |
|  |                |
|  | 올빼미원숭이과 |
|  |                |

|  | 꼬리감는원숭이아과 |
|  |                    |
|  | 다람쥐원숭이아과   |
|  |                    |

|  | 비단원숭이과   |
|  |                |
|  | 올빼미원숭이과 |
|  |                |

|  | 티티원숭이아과 |
|  |                |
|  | 사키원숭이아과 |
|  |                |

|  | 고함원숭이아과 |
|  |                |
|  | 거미원숭이아과 |
|  |                |

|  | 꼬리감는원숭이아과 |
|  |                    |
|  | 다람쥐원숭이아과   |
|  |                    |

|  | 비단원숭이과   |
|  |                |
|  | 올빼미원숭이과 |
|  |                |

|  | 꼬리감는원숭이아과 |
|  |                    |
|  | 다람쥐원숭이아과   |
|  |                    |

|  | 비단원숭이과   |
|  |                |
|  | 올빼미원숭이과 |
|  |                |

|  | 고함원숭이아과 |
|  |                |
|  | 거미원숭이아과 |
|  |                |

|  | 꼬리감는원숭이아과 |
|  |                    |
|  | 다람쥐원숭이아과   |
|  |                    |

|  | 비단원숭이과   |
|  |                |
|  | 올빼미원숭이과 |
|  |                |

|  | 꼬리감는원숭이아과 |
|  |                    |
|  | 다람쥐원숭이아과   |
|  |                    |

|  | 비단원숭이과   |
|  |                |
|  | 올빼미원숭이과 |
|  |                |